# 紀元前140年代
紀元前140年代（きげんぜんひゃくよんじゅうねんだい）は、西暦による紀元前149年から紀元前140年までの10年間を指す十年紀。

## できごと

### 紀元前149年
- 第3次ポエニ戦争が開始された。

### 紀元前146年
- 第3次ポエニ戦争が終結した。
- ローマ帝国がコリントスを征服した。

### 紀元前140年
- 武帝が前漢の皇帝になった。
- シモンがユダヤの王になった。